# Yan Morvan
Yan Morvan (4. dubna 1954, Paříž – 20. září 2024, tamtéž) byl francouzský fotograf, novinář, fotoreportér a autor zvláště uznávaný pro své válečné fotografie a snímky undergroundových komunit. Jeho kariéra, která začala v roce 1974, se specializovala na zkoumání spodní části společnosti, jeho fotografie zachycovaly životy undergroundových komunit, jako jsou motorkáři, krajně pravicoví a krajně levicoví aktivisté, gangy a sexuální pracovnice. Působil jako spoluředitel sekce fotožurnalistiky Centra pro školení a rozvoj novinářů v roce 1994, spoluzakladatel časopisu Photographie.com v roce 1997, nezávislý fotožurnalista od roku 1998, Morvan byl široce publikován ve francouzském a mezinárodním tisku. Zpracoval řadu velkých konfliktů z let 1980 a 2000 v Evropě, na Středním východě a v Africe. Od roku 2005 se zaměřoval na fotografické projekty (Battlefields, Hexagone) a vystavoval na fotografických festivalech. Kromě toho je autorem asi dvaceti knih.

## Životopis
Po absolvování matematiky a poté magisterského studia kinematografie na univerzitě ve Vincennes se Yan Morvan začal věnovat fotografii.
V roce 1974 publikoval svou první fotografii ve francouzském deníku Liberation. Pracoval jako spisovatel na volné noze pro agenturu Fotolib, jako první dokumentoval život rockerů a kapel. Jeho první kniha, Le Cuir et Le Baston, vydaná editory společnosti Simoen, je sociologickou prací o aspiraci generace teenagerů posedlých americkou rock'n'rollovou kulturou. Jeho styl, co nejblíže realitě, bez odsuzování svědčí o okrajových životech této generace pod americkým vlivem.
V únoru 1978 se připojil k týmům francouzského časopisu Paris Match, poté Figaro Magazine, v roce 1979 k agentuře Gamma a v letech 1980 až 1988 Sipa

### 80. léta 20. století
Díky střídavým tiskovým zprávám a dlouhým formátům se Yan Morvan ocitl v Londýně se vzestupem punkového hnutí v roce 1980. Poté odjel do Bangkoku, kde fotografoval kambodžské uprchlíky utíkající tam před Khmery. Yan a jeho fotografická kamera byli svědky sexuálního otroctví thajských rolníků. Následná zpráva se objevila v časopise Photo.
V červenci 1980 se připojil k týmu Sipa Agency a postupně se prosadil prostřednictvím několika témat: Turecko, íránsko-irácká válka, severoirský konflikt i svatba lady Diany.
Zásah izraelské armády v Libanonu v červnu 1982 znamenal začátek operace Mír v Galileji. Yan Morvan pracoval na místě pod agenturou Sipa a odesílal fotografie agentuře Newsweek a nakonec v Libanonu zůstal 4 roky. Jeho zpracování konfliktu bylo nezaujaté, věrně reprodukoval epizody tohoto velkého konfliktu z 80. let. Rozhodl se vytvořit dojemnou reportáž velkoformátovou fotografickou kamerou Linhof Technika 4x5 podél Zelené linie, této země nikoho, která odděluje Bejrút a válčící strany. Tam fotografoval bojovníky, civilisty a ruiny. Toto výjimečné fotografické, historické a etnologické dílo ho při mnoha příležitostech málem stálo život. Jeho fotografické vybavení bylo těžké a nevhodné pro tento typ terénu, ale dovolilo světu plně podat svědectví o situaci. Získal dvě ceny World Press Photo a uznání Robert Capa Award.
Yan Morvan pokrýval konflikty pro mezinárodní tisk (Uganda, Mosambik, Rwanda, Afghánistán, Kambodža, Irák až do Bosny v roce 1999) a podstatná témata o gangech, prohlubování sociální propasti. Byl zajat jako rukojmí a tři týdny mučen sériovým vrahem Guyem Georgesem v Paříži.

### Devadesátá léta
V 90. letech založili Yan Morvan s Patrickem Friletem EMI-CFD a s Jean-Françoisem Bauretem a Didierem de Faysem první francouzský fotografický časopis na internetu: Photographie.com a také Talent Award. Od začátku časopisu Entrevue a vzestupu elegantního pornoprůmyslu spolupracoval také s Thierrym Ardissonem.

### 2000-2010
Rok 2000 začal vydáním knihy Gang, ed. Marval, retrospektiva třiceti let fotografické práce. V roce 2004 začal projekt Battlefields, který trval deset let. Yan Morvan, vybavený kamerou Deardorff 20x25, fotografoval bojiště ve Francii, Evropě, Americe, Asii, Africe a Tichém oceánu. V roce 2015 vyšla 660stránková kniha nakladatelstvím Photosyntheses editions a shromáždila 250 bojišť, která Yan Morvan vyfotografoval a okomentoval. Série byla vystavena na Rencontres de la photographie d'Arles v roce 2016 a stala se součástí sbírky Francouzského armádního muzea.

### 2010-2020
V letech 2012 a 2016 vyšly v nakladatelství Éditions La Manufacture de livres dvě knihy, Gang Story a Blousons Noirs,, svědectví o vývoji gangů. Poté se Morvan ujal projektu Hexagone s fotografem Éricem Bouvetem. Křižoval Francii, aby ztvárnil Francouze svým fotoaparátem.
V následujícím roce vyšel Bobby Sands (ed. André Frère), který získal Hip Prize a byl vystaven na výstavách Visa pour l'image, Les Années de fer (ed. Serious Publishing) a Battlefield, americká verze Champs de guerre vydaná nakladatelstvím Abbeville. Následující rok byl ve znamení jeho první samostatné výstavy na veletrhu Paris Photo (galerie Sit Down).

### 2020-2030
V roce 2020 Yan Morvan vystavoval v rámci Rencontres d'Arles úvod k projektu Hexagone, vystavil svůj příběh na pařížské stanici metra Pigalle z 90. let (ed. La Manufacture de livres) a prezentoval na Auer Photo Foundation v Ženevě.
Rok 2021 byl výročím roku 1981, fotografického zpravodajství o zvolení Françoise Mitterranda, které dá podnět k několika výstavám (galerie Marlat, Initial Labo, Place de la Bastille a François-Mitterrand Institute). K padesáti letům hnutí Larzac vyšla v srpnu kniha nakladatelství La Manufacture de livres doprovázená výstavou. Zahrnuje také sbírku umělců upravenou Agnès b.
Yan Morvan spolupracoval na vydávání svých archivů s kolektivem Batt Coop ve formě dvouměsíčních fotografických kronik, včetně Hexagonu nebo Ameriky, které fotografoval čtyřicet let, a sociální propasti 90. let.

### Lektor
Yan Morvan byl školitelem na National School of Photography v Arles, poté na CFD (odpovědný za fotografický kurz s Patrickem Friletem z roku 1991) a poté ve Training and Development Center for Journalists.

### Smrt
Yan Morvan zemřel 20. září 2024 ve věku 70 let.

## Výstavy
Morvan vystavoval na několika fotografických festivalech a ve výběru uměleckých galerií.
V roce 1980 vystavoval v Canon Gallery v Ženevě.
V roce 1986 byl vybrán Walker Art Center v Minneapolis pro retrospektivu fotožurnalistiky. Ve stejném roce představil svou sérii Libanon v Ancient Theatre během Rencontres de la photographie d'Arles. Fotografie byly poté prezentovány ve fotogalerii Nei Liicht v Lucembursku. V roce 1987 se zúčastnil skupinové výstavy Eyewitness, 30 years of World Press, v International Center of Photography v New Yorku.
V roce 2000 byla jeho série portrétů mladých obětí silnic, kterou si objednal National Contemporary Art Fund, vystavena na mezinárodním festivalu fotožurnalistiky Visa pour l'image. Od 8. července do 29. září pořádá fotografická sbírka Fnac v arcidiecézním paláci kolektivní výstavu u příležitosti Rencontres de la photographie d'Arles. Kurátorstvím byl pověřen Martin Parr. Yan Morvan tam vystavil několik fotografií, mimo jiné Berenice Abbottové, Eugène Atgeta, Brassaï, Roberta Capy, Henri Cartier-Bressona, Josefa Koudelky a Marca Ribouda.
Od 18. června do 19. září 2010 vystavoval své snímky Berlínské zdi na Festival des promenades de Vendôme.
Od 13. září do 19. října 2013 u příležitosti vydání knihy Gang Story vystavoval v galerii La Mauvais Réputation v Bordeaux.
V roce 2014 uspořádala galerie MGF v Paříži výstavu nazvanou Schizofrenie, která propojila polaroidové snímky pořízené během těchto reportů o válce v Iráku, hladomoru ve Rwandě a pornografickém průmyslu v Kalifornii. Od 25. ledna do 22. února vystavovala snímky cyklu Gang galerie Sit Down v Paříži.
V roce 2016 na festivalu Rencontres de la photographie d'Arles uspořádal výstavu 80 fotografií ze své série Battlefields. Tato výstava byla součástí tématu festivalu „Po válce“. Srovnává práci Yana Morvana s prací Dona McCullina. Marco Zappone, kurátor výstavy, shrnul fotografovu práci na této sérii následovně: „Ve svých Battlefields se Yan Morvan nepokouší na tuto otázku odpovědět, ale nechává ji na posouzení diváka. Na druhou stranu, na konci tohoto neuvěřitelného úsilí zjišťuje, že pokračoval ve své práci válečného fotografa a zachytil ji na film prostřednictvím nadčasového génia místa“. Yan Morvan současně vystavoval svou sérii Black Blousons v Arles v galerii Huit / Sit Down. Výstava Battlefields byla také k vidění v muzeu Millau a Grands Causses, v galerii T&L v Paříži. Výstava pak byla k vidění v Corbeil (Essonne) od 30. dubna do 22. května v rámci Mois de la photo du Grand Paris, poté na festivalu MAP v Toulouse, od 1. června do 30. června.
Psal se rok 2018 ve znamení vydání knihy Bobby Sands. Při této příležitosti se uspořádalo mnoho výstav: Visa photo festival for the image v Perpignanu (od 31. srpna do 15. září), Photo Doc Festival v Paříži (od 4. do 13. října), Nadace Auer Ory pro fotografii ve švýcarském Hermance (od 19. září do 17. listopadu) pak v Chalon-sur-Saône během festivalu War on Screen.
Galerie La Mauvais Réputation v Bordeaux vystavila v rámci kulturní sezóny „Bordeaux 2019“ dvě série od Yana Morvana. Anarchy in the UK věnovaná londýnské scéně počátku 80. let a Dissident, ponor do světa gangů a černých bund. Ve stejném roce vystavoval Anarchy ve Velké Británii v galerii Sit Down v Paříži (od 15. září do 18. října).
V roce 2020 vystavoval Eat the Rich v La Jetée (Montpellier) 64,65. Kurátor Valentin Courtine představuje sérii Le Cuir et le Baston a léta železa. Vydání knihy z roku 1981 doprovázelo několik akcí, její první výstava výhradně složená z platinových tisků v Initial LABO (Boulogne-Billancourt) výstava historických tisků v galerii Thierry-Marlat (Paříž). Velká výstava v Place de la Bastille pořádaná institutem François-Mitterranda se konala od 10. do 17. května u příležitosti výročí jeho nástupu k moci.
Dvě fotografie Yana Morvana jsou součástí výstavy „Napoléon ?, Encore“, věnované Napoleonovi v armádním muzeu, spolu s Yan Pei-Ming nebo Marina Abramovic.
Maison des arts du Léman vystavoval od května 2021, Premiere ligne a představila různé série včetně mnoha tisků Cibachrome.
- 1979 : L'Autoroute, Canon Gallery, Genève, Suisse.
- 1982: L'État de grâce, FNAC galerie Étoile, Paris
- 1983: Beyrouth, 90 jours en été, galeries Fnac Forum
- 1984: L'Année en couleur, Sipa-Press galerie FNAC Paris
- 1985: Photographe de guerre, galerie Beaubourg, Paris
- 1985: Un voyage indien, galerie du Château d'eau, Toulouse
- 1986: Liban, Arles, Théâtre antique, Rencontres de la photographie
- 1986: Yan Morvan, la guerre au Liban, Nei Liicht Foto-Galeri, Luxembourg
- 1986: On the Line : The New Color Photo Journalism Walker Art Center Minneapolis
- 1986: La Ligne verte, FNAC galerie Montparnasse, Paris
- 1987: Eyewitness, 30 Years of World Press Exhibition International Center of Photography, New York City (exposition de groupe)
- 1988: Collection de photos FNAC, galerie FNAC Grenoble
- 1988: 50 Photographes à Grégolimano, Grèce
- 2000: Victimes de la route, Visa pour l'image, Perpignan
- 2000: Portraits de guerres, Galerie Mise au point
- 2004: exposition collective, Rencontres photographiques d'Arles
- 2010: Mur de Berlin, Festival promenades de Vendôme
- 2013: Gangs, La Mauvaise Réputation, Bordeaux
- 2014: Gangs, galerie Sit Down, Paris
- 2014: Schizophrenia, galerie MGF, Paris
- 2016: Blousons Noirs, galerie Thierry Marlat, Paris
- 2016: Champs de Bataille, T&L Galeri, Paris
- 2016: Champs de Bataille, La Mauvaise Réputation, Bordeaux
- 2016: Les Rencontres parisiennes de la photographie, Paris[40]
- 2016: Champs de Bataille, Rencontres de la photographie, Arles[41]
- 2017: Blousons noirs, festival L’Œil urbain, Corbeil-Essonnes
- 2017: Blousons noirs, festival MAP, Toulouse[42]
- 2017: Champs de Barailles, Festival No'Photo, Genève
- 2018: Bobby Sands, Photo Doc, Paris
- 2018: Bobby Sands, Visa Pour l'image, Perpignan[43]
- 2019: Bobby Sands, Fondation Auer, Hermance (Suisse)[44]
- 2019: Bobby Sands, Chalon-sur-Saône[45]
- 2019: Esprits rebelles, galerie LMR et Hôtel de Ragueneau, Bordeaux[46][47]
- 2019: Liban, la ligne verte, galerie Folie, Paris[47]
- 2019: Liban , la ligne verte, Chalon-sur-Saône[45]
- 2019: Anarchie au Royaume-Uni, galerie Sit Down ,Paris
- 2020: Eat the Rich, La Jetée, Montpellier
- 2020: Hexagone, Rencontres de la photographie d'Arles, gare de Lyon et gare d'Avignon[48]
- 2021: 1981, exposition place de la Bastille, Institut François Mitterrand[49]

## Publikace
- MORVAN, Yan; MAURICE LEMOINE. Le Cuir et le Baston. [s.l.]: Ailleurs, 1976. S. 246. (francouzsky)
- MORVAN, Yan. Le Photojournalisme. [s.l.]: Contrejour, 1994. ISBN 9782859491703. (francouzsky)
- MORVAN, Yan. Photojournalisme, Le Guide. [s.l.]: CFD, 1995. (francouzsky)
- MORVAN, Yan; JEAN-MARC BARBIEUX. Mondosex. Petit Catalogue raisonné des comportements sexuels à l'aube du xxie siècle. [s.l.]: Contrejour, 1995. ISBN 978-2859491789. (francouzsky)
- MORVAN, Yan; JEAN-MARC BARBIEUX. Gang. [s.l.]: Marval, 2000. ISBN 9782862343105. (francouzsky)
- MORVAN, Yan. Photojournalisme. [s.l.]: Victoires Editions, 2000. ISBN 978-2908056372. (francouzsky)
- MORVAN, Yan. BodMod. [s.l.]: Marval, 2003. ISBN 9782862343570. S. 142. (francouzsky)
- MORVAN, Yan. Reporter de guerre. [s.l.]: [s.n.], 2011. ISBN 9782732451756. S. 246. (francouzsky)
- MORVAN, Yan. Gang Story. [s.l.]: La Manufacture de livres, 2012. ISBN 9782358870498. (francouzsky)
- MORVAN, Yan. Champs de bataille. [s.l.]: Photosynthèses, 2015. ISBN 9782363980113. S. 660. (francouzsky)
- MORVAN, Yan. Blousons noirs. [s.l.]: La Manufacture de Livres, 2015. ISBN 9782358870771. S. 176. (francouzsky)
- MORVAN, Yan; PIERRE MIKAÏLOFF. Race with the devil. [s.l.]: Serious Publishing, 2018. ISBN 9782363200228. (francouzsky)
- MORVAN, Yan. Liban. [s.l.]: Photosyntheses, 2018. ISBN 9791095822004. S. 472. (francouzsky)
- MORVAN, Yan; SORJ CHALANDON. Bobby Sands. [s.l.]: André Frère, 2018. ISBN 9791092265712. S. 240. (francouzsky)
- MORVAN, Yan. Battlefields. [s.l.]: Abbeville Press, 2018. ISBN 978-0789-2130-75. S. 668. (English)
- MORVAN, Yan; DON LETTS ET FRANCIS DORDOR. Les Années de fer. [s.l.]: [s.n.], 2019. ISBN 9782363200280. (francouzsky)
- MORVAN, Yan. BKK. [s.l.]: [s.n.], 2019. ISBN 9782490676132. S. 176. (fr, English)
- MORVAN, Yan. Pigalle. [s.l.]: La Manufacture de livres, 2020. ISBN 9782358876841. S. 235. (francouzsky)
- MORVAN, Yan. 1981. [s.l.]: Edisens, 2021. ISBN 9782351133675. (francouzsky)
- MORVAN, Yan. Larzac, la première Zad. [s.l.]: La Manufacture de livres, 2021. ISBN 9782358877848. (francouzsky)

## The Archives Yan Morvan (časopis)
Opakující se války a pravidelný vývoj marginalizovaných populací přiměly Yana Morvana k pochopení, že může tyto archivní fotografie použít k lepší ilustraci současných jevů.
Tento koncept uváděl do praxe střídavým publikováním současných a archivních předmětů. Libanon, zveřejněný v roce 2018 a jehož fotografie pocházejí z let 1882 až 1985, byl varováním před situací na Blízkém východě. Pro ilustraci Brexitu vydal Yan Morvan v letech 2018 a 2019 dvě knihy, Bobby Sands, o pohřbu irského nacionalisty v roce 1981, poté The Years of Iron on England od Margaret Thatcherové.
BKK, zabývající se stavem prostitutek v Thajsku v roce 1979, je silným poselstvím o stavu žen v roce 2019, Pigalle propuštěný v roce 2020 mezi dvěma vězeními vrhá diváka do světa pařížských nocí 90. let.
V roce 2020 se Yan Morvan rozhodne spojit své síly s pařížskou knižní vydavatelskou a distribuční společností IC (IndustrieCulturelle) a vyvinout dvouměsíčník omezený na 300 výtisků pro každou publikaci. Předměty převzaté z archivů Yana Morvana budou tvořit sbírku více než 100 časopisů a knih. Editoval Quentin Euverte.
- Digue des Français, 1. května 2021
- Lady Diana, 15. května 2021
- Lurdy, 1. června 2021
- Squat Didot, 15. června 2021
- Liban-Inédits, 1. července 2021
- Fetish Girls (2002), 15. července 2021
- Max Hardcore, 1. srpna 2021
- Arafat (1982), 15. srpna 2021
- E-Junk (2002), 1. září 2021
- Saintes-Maries de la Mer, 15. září 2021
- Kosovo (1999), 1. října 2021
- Furries (2002), 15. října 2021
- Palác, 1. listopadu 2021
- Sextoys, 15. listopadu 2021
- Tereza, 1. prosince 2021
- Berlín 81, 15. prosince 2021
- Kultura, 1. ledna 2022
- Legie, 15. ledna 2022

## Ocenění
Jeho válečné zpravodajství mu vyneslo cenu uznání Roberta Capy, za jeho práci v Libanonu v roce 1983 a dvě ceny World Press Photo v roce 1984.

## Veřejné sbírky
- Armádní muzeum, Invalidovna, Paříž: Battlegrounds (2004-2017)[50][51][52]
- Bibliothèque de documentation internationale contemporaine a Musée d'Histoire contemporaine), Nanterre[53] (zprávy o válce v Libanonu (1982-1985) a kosovských uprchlících (1999))
- Národní centrum plastických umění[54]
- Walker Art Center, Minneapolis[55]
- Moskevský dům fotografie, Moskva[56]